# Cảm lạnh
Cảm lạnh (còn được gọi là cảm, viêm mũi họng, sổ mũi cấp) là một bệnh truyền nhiễm do virus gây ra ở đường hô hấp trên nhưng chủ yếu ảnh hưởng mũi. Các triệu chứng gồm ho, đau họng, sổ mũi, hắt hơi và sốt thường tự hết trong vòng 7 đến 10 ngày, cũng có thể triệu chứng kéo dài đến hết tuần thứ 3. Hơn 200 chủng virus có liên quan đến nguyên nhân gây cảm lạnh; các chủng rhinovirus là nguyên nhân thường gặp nhất.
Cảm lạnh chủ yếu làm tổn hại tới mũi, họng (viêm họng), và các xoang (viêm xoang). Các triệu chứng này là do hệ thống miễn dịch của cơ thể phản ứng với virus chứ không phải do virus gây ra. Cách phòng chống chủ yếu là rửa tay sạch sẽ và tránh nói chuyện trực tiếp với người mắc bệnh.
Cảm lạnh không có cách chữa, nhưng vẫn có cách trị những triệu chứng do bệnh gây ra. Cảm lạnh là căn bệnh truyền nhiễm thường gặp nhất ở người, nó đồng hành cùng nhân loại từ những thời đại cổ xưa. Trung bình, người lớn bị cảm lạnh từ 2 đến 4 lần mỗi năm, còn trẻ em có thể bị cảm lạnh từ 6 đến 8 lần mỗi năm.

## Các dấu hiệu và triệu chứng
Các triệu chứng điển hình ban đầu là ho, chảy nước mũi, nghẹt mũi và đau họng, đôi khi kèm theo đau cơ, mệt mỏi, đau đầu và mất cảm giác ngon miệng. Đau họng xuất hiện trong khoảng 40% trường hợp mắc bệnh, ho ở khoảng 50%, trong khi đau cơ xảy ra ở một nửa trường hợp mắc bệnh. Ở người lớn sốt thường ít gặp nhưng nó lại phổ biến ở trẻ sơ sinh và trẻ nhỏ, cơn ho do cảm lạnh nhẹ hơn ho cúm. Nếu ho và sốt ở người lớn xảy ra thì khả năng mắc cúm là cao hơn, lưu ý giữa cảm lạnh và cúm khó phân biệt giữa các triệu chứng. Một số virus gây ra cảm lạnh, nhưng lại không xuất hiện các triệu chứng nhiễm trùng. Màu sắc của đờm hoặc tiết mũi thay đổi giữa xanh lá cây và vàng.

### Sự phát triển
Cảm lạnh thông thường bắt đầu với sự mệt mỏi, toàn thân rã rời, cảm giác lạnh toàn thân, hắt hơi, đau đầu kéo dài trong vài ngày, sau đó là chảy mũi và ho. Các triệu chứng có thể bắt đầu sau 16 giờ mắc bệnh, đỉnh điểm 2-4 ngày sau khi khởi phát. Các triệu chứng thường chấm dứt sau 7-10 ngày nhưng một số có thể kéo dài tới 3 tuần. Ở trẻ em ho kéo dài hơn 10 ngày trong 35-40% các trường hợp và tiếp tục trong 25 ngày với 10% các trường hợp.

## Nguyên nhân

### Virus

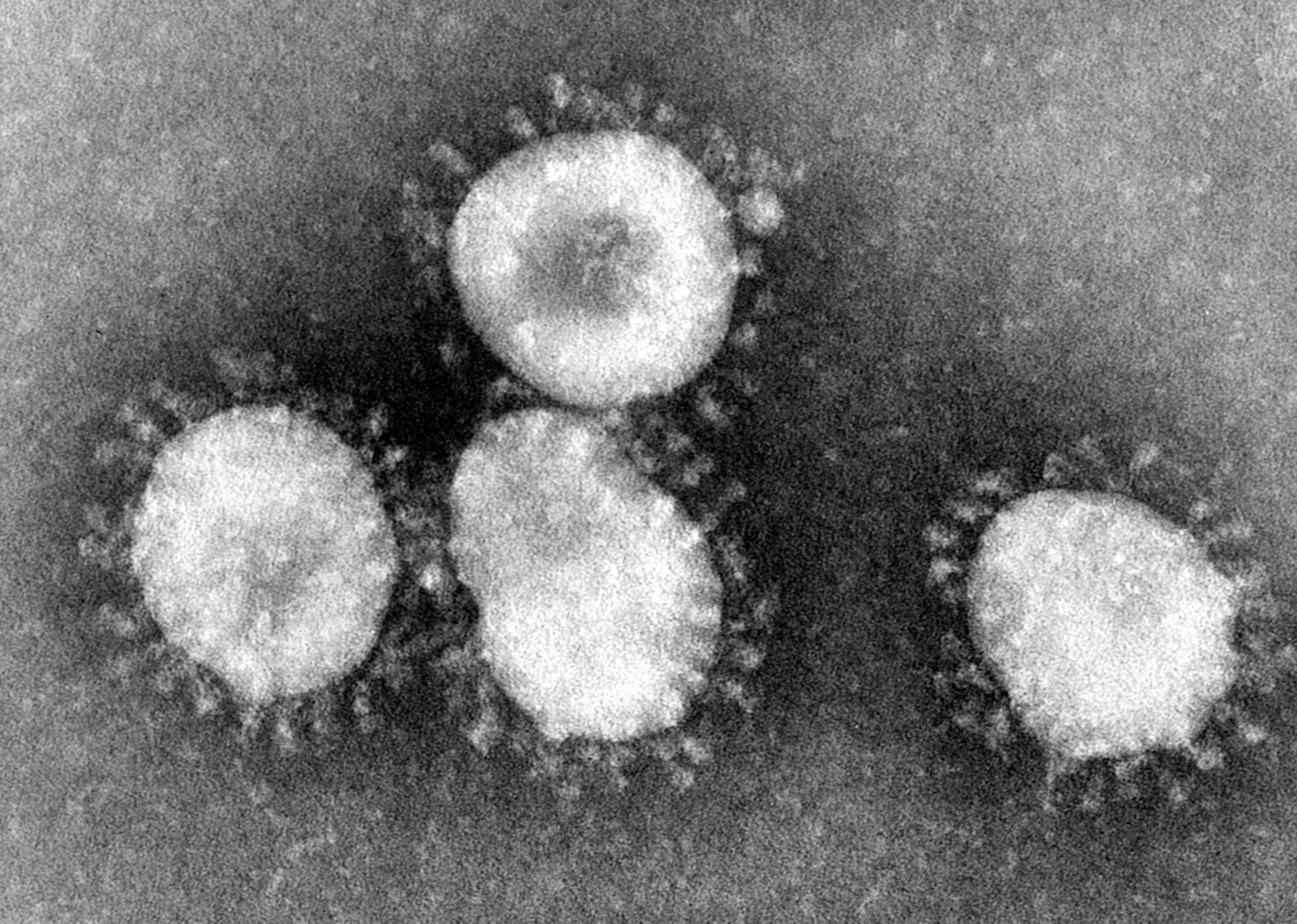
Coronavirus là một nhóm virus gây ra cảm lạnh. Nó có một vầng hào quang xung quanh, hoặc hình dạng như vương miện (corona) khi xem dưới kính hiển vi điện tử.

Trong các trường hợp thì phổ biến nhất là do rhinovirus(30-80%), một loại picornavirus với 99 chủng huyết thanh được biết đến. Những trường hợp khác bao gồm coronavirus(10-15%), human parainfluenza viruses, human respiratory syncytial virus, adenoviruses, enteroviruses, và metapneumovirus, chúng thường gặp hơn so với hơn 200 chủng loại gây nên cảm lạnh.

### Truyền nhiễm
Các virus cảm lạnh thường truyền qua đường không khí, do tiếp xúc với người bị nhiễm bệnh hoặc vật nhiễm khuẫn. Các virus tồn tại lâu dài trong môi trường, sau đó có thể lây qua tay con người khi tiếp xuc với vật bẩn, rồi lên mắt mũi khi tay tiếp xúc, nơi mà nhiễm trùng thường xảy ra, do hệ miễn dịch vùng nay yếu và thường ít được vệ sinh. Sau đó nó sẽ lây sang những người tiếp xúc lâu dài với người bệnh đặc biệt là các thành viên trong gia đình. Không có bằng chứng cho thấy virus gây cảm lanh lây qua đường không khí nhưng những người tiếp xúc với người bệnh lâu dài qua đường không khí có khả năng mắc bệnh rất cao.

### Thời tiết
Kinh nghiệm dân gian luôn cho rằng cảm lạnh kéo dài, nghiêm trọng, thường xảy ra hơn trong những ngày lạnh và mưa, đó là nguyên nhân vì sao nó có tên là cảm lạnh. Việc làm mát cơ thể (bằng chườm khăn lạnh) là cách chữa hay nguy cơ làm bệnh nặng thêm đang gây nhiều tranh cãi khác nhau. Nhưng một số virus gây cảm lạnh xuất hiện theo mùa và xảy ra thường xuyên hơn trong điều kiện thời tiết lạnh hoặc ẩm ướt. Thời tiết lạnh làm hệ thống hô hấp của con người nhạy cảm hơn. Độ ẩm không khí thấp làm tăng tỷ lệ lây nhiễm do không khí khô làm virus khuếch tán xa hơn và tồn tại lâu hơn.

### Khác
Hệ thống miễn dịch đóng vai trò quan trọng trong việc hạn chế lây lan virus. Những người có hệ miễn dich kém có khả năng mắc bệnh rất cao. Thiếu ngủ và suy dinh dưỡng là nguy cơ gây nhiễm trùng sau khi tiếp xúc với rhinovirus, bởi vì thiếu ngủ và suy dinh dưỡng liên hệ trực tiếp với hệ thống miên dịch yếu kém.

## Sinh lý bệnh

Cảm lạnh là một bệnh của đường hô hấp trên.

Các triệu chứng của cảm lạnh được cho là do hệ thống miễn dịch của cơ thể phản ứng với virus gây bệnh. Cơ chế này tùy vào từng loại virus cụ thể. Ví dụ rhinovirus, nó tiếp xúc với cơ quan thụ cảm(ICAM-1) của con người qua cơ chế không rõ ràng, các triêu chứng xuất hiện sau đó thông qua các trung gian viêm nhiễm. Thường thì nó không gây nguy hiểm cho các mô. Đó là điều kiện để các virus hợp bào hô hấp(RSV) phát triển. RSV tồn tại trong mũi, họng trước khi lây lan qua Đường hô hấp dưới, nó không gây tổn thương tới các mô. Kết quả là virus Human parainfluenza nhân cơ hội gây viêm mũi, họng và phế quản. Ở trẻ nhỏ nó ảnh hưởng trực tiếp tới khí quản, gây nên triệu chứng viêm thanh quản, do kích thước đường hô hấp ở trẻ nhỏ.

## Chẩn đoán
Sự khác nhau của các virus gây nhiễm trùng đường hô hấp trên(cảm lạnh) là dựa trên vị trí, mức độ của các triệu chứng ảnh hưởng chủ yếu tới mũi, viêm họng hoặc viêm phế quản. Tuy nhiên có thể cùng luc xuất hiện nhiều triệu chứng và nhiều khu vực bị ảnh hưởng. Cảm lạnh thường được định nghĩa là tình trạng viêm mũi cùng với viêm họng. Việ phân loại các virus tham gia thực tế là rất ít khi được thực hiện, và rất khó để phân loại chính xác.

## Phòng chống
Các biện pháp vật lý được xem là phương pháp hiệu quả để ngăn ngừa sự lây lan của virus cảm lạnh. Bao gồm rửa tay sạch sẽ và đeo khẩu trang, để đảm bảo thì có thể dùng thêm áo choàng và găng tay. Nỗ lực kiểm dịch không thể ngăn chặn căn bệnh phổ biến nhất cảm lạnh, đồng thời việc tiêm phòng vacxin sẽ không hiệu quả vì có rất nhiều virus gây nên cảm lạnh và chứng có thể thay đổi nhanh chóng. Rửa tay thường xuyên bằng xà phòng là biện pháp hiệu quả nhất để phòng ngừa cảm lạnh đặc biệt là với trẻ em. Việc sử dụng thuốc hay kháng sinh chưa chắc cho hiệu quả cũng như lợi ích đạt được hơn biện pháp rửa tay thường xuyên. Sử dụng Vitamin C thường xuyên không làm giảm nguy cơ hoặc mức độ nghiêm trọng của cảm lạnh, trong nhiều trường hợp nó có thể giảm thời gian mắc bệnh.

## Điều trị

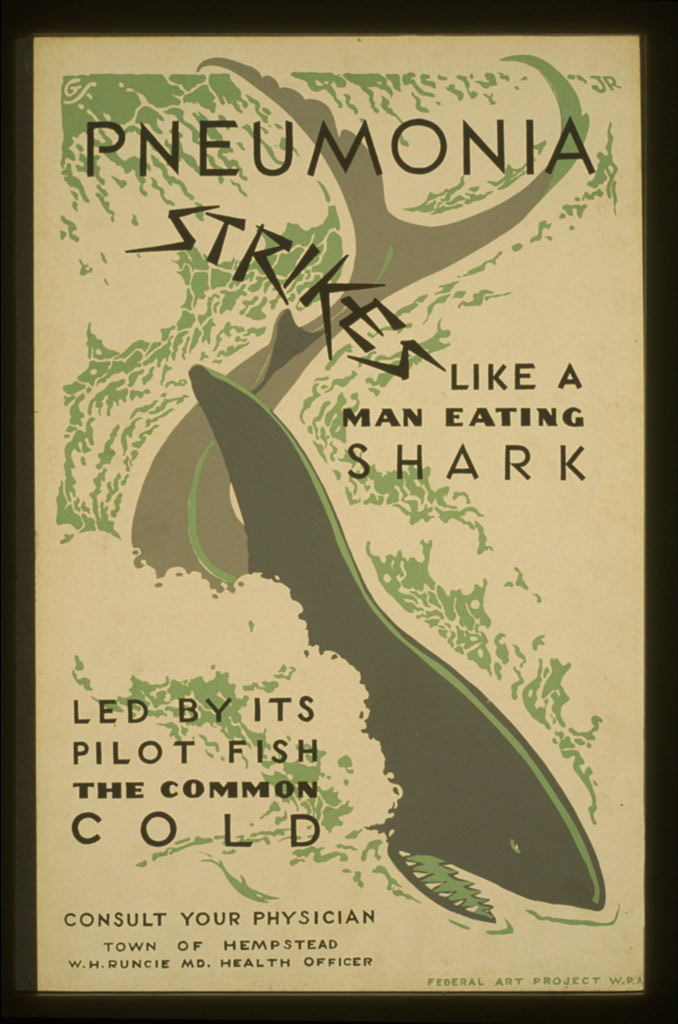
Poster khuyến khích công dân "tham khảo ý kiến bác sĩ " để điều trị cảm lạnh

Hiện tại không có loại thuốc hay thảo dược nào có thể làm giảm thời gian bị nhiễm trùng. Việc điều trị chỉ làm giảm các triệu chứng bệnh. Nghỉ ngơi, uống nước để duy trì độ ẩm, súc miệng bằng nước muối là các phương pháp đơn giản, hiệu quả. Lưu ý việc sử dụng thuốc đôi khi lại không hiệu quả bằng phương pháp giả dược (điều trị bằng biện pháp tinh thần)

### Triệu chứng
Phương pháp điều trị giúp giảm triệu chứng là sử dụng thuốc giảm đau và thuốc hạ sốt đơn giản như ibuprofen và acetaminophen / paracetamol. Nhiều bằng chứng không cho thấy thuốc ho điều trị các triệu chứng hiệu quả hơn các thuốc giảm đau và nhiều quốc gia khuyến cáo việc sử dụng các loại thuốc làm giảm triệu chứng cho trẻ em bởi những tác dụng phụ mà nó mang lại. Trong năm 2009, Canada hạn chế việc sử dụng thuốc ho và cảm lạnh không cần toa bác sĩ ở trẻ em dưới 6 tuổi do những lo ngại về tác dụng không mong muốn. Việc lạm dụng một số chất như dextromethorphan (một chất giảm ho, nhưng có thể gây nghiện), đã dẫn đến lệnh cấm ở nhiều quốc gia.
Ở người lớn triệu chứng sổ mũi có thể điều trị hiệu quả bằng các loại thuốc chống histamine thế hệ đầu tiên, tuy nhiên chúng gây nên các tác dụng phụ như buồn ngủ, mất tỉnh táo. Các loại thuốc thông mũi như pseudoephedrine khá hiệu quả trong điều trị cảm lạnh. Ipratropium giảm sổ mũi nhưng ít tác dụng thông mũi.
Do thiếu các nghiên cứu đầy đủ nên người ta cũng không chắc liệu uống nhiều nước có cải thiên triệu chứng hoặc hô hấp dễ dàng hơn không. Một nghiên cứu gần đây cho thấy các loại thuốc chà ngực (bôi lên ngực trước khi ngủ) có hiệu quả nhất là đối với trẻ nhỏ, giúp dễ thở, giảm ho.

### Thuốc kháng sinh và thuốc chống siêu vi
Thuốc kháng sinh không có tác dụng ngăn chặn sự lây nhiễm của virus cảm lạnh. Do những tác dụng phụ nên nó cỏ thể gây nhiều tác hại tới người sử dụng, tuy nhiên nhiều người vẫn sử dụng chúng khi bị cảm lạnh. Một trong những nguyên nhân dẫn đến sự phổ biến của kháng sinh trong điều trị triệu chứng là do tâm lý người dùng cũng như hiểu biết chưa đầy đủ,sâu sắc của bác sĩ về được mất khi dùng kháng sinh. Thực tế là nó không hiệu quả bằng các loại thuốc chống virus, mặc dù nó cũng cho một ít hiệu quả trong điều trị.

### Các phương pháp điều trị thay thế
Có rất nhiều phương pháp điều trị thay thế cho cảm lạnh, hầu hết chưa có bằng chứng khoa học cụ thể nào về tác dụng của các phương pháp. và cũng chưa đủ bằng chứng cho việc khuyến cáo hay khuyến khích dùng mật ong hay rửa mũi như một phương pháp điều trị. Các nghiên cứu chỉ ra rằng việc sử dụng kẽm trước 24h sau khi nhiễm bệnh có tác dụng làm giảm thời gian và mức độ nghiêm trọng của cảm lạnh, tuy nhiên các nhà khoa học đang nghiên cứu sâu hơn để tìm ra thời điểm cụ thể để sử dụng kẽm cho tác dụng tốt nhất. Vitamin C có tác dụng trong cảm thông thường, nhưng đa số các nghiên cứu vẫn cho ra kết quả không mấy khả quan trừ một vài trường hợp cho thấy cơ thể phản ứng mạnh trong môi trường lạnh. Cũng chưa có bằng chứng cụ thể về tác dụng của echinacea (một loại hoa họ cúc). Trong khi tỏi có hiệu quả rõ rệt. Một thử nghiệm vitamin D cũng chưa cho thấy lợi ích trong việc điều trị.

## Tiên lượng
Cảm lạnh nhẹ giới hạn trong một vài triệu chứng và các triệu chứng sẽ tự giảm trong 1 tuần. Các biến chứng nặng nếu xảy ra, thường đối với người già và trẻ nhỏ hoặc những người bị ức chế miễn dịch. Nhiễm trùng thứ phát có thể dẫn đến viêm xoang, viêm họng hoặc nhiễm trùng tai. Theo ước tính viêm xoang xảy ra ở 8% và nhiễm trùng tai 30% các trường hợp.

## Dịch tễ học
Cảm lạnh là căn bệnh phổ biến nhất, và ảnh hưởng lên mọi dân tộc trên toàn thế giới. Người lớn thường mắc tới 2-5 lần/năm, đối với trẻ em có thể là 6-10 lần/năm. Tỷ lệ này càng tăng đối với người già khi hệ thống miễn dịch đã suy giảm.

## Lịch sử
Mặc dù y học hiện đại đã phát hiện nguyên nhân gây cảm lạnh từ những năm 1950 nhưng căn bệnh này đã được biết tới từ thời cổ đại. Các triệu chứng và cách điều trị cảm lạnh đã được miêu tả trong giấy cói (Papyrus Ebers) của người Ai Cập cổ đại, nó là văn bản y tế lâu dời nhất hiện có viết vào khoảng thế kỉ 16 TCN. Tên gọi common cold (cảm lạnh) lại xuất hiện vào khoảng thế kỷ 16.
Tại Anh các đơn vị nghiên cứu đã được thành lập vào năm 1946 nhằm nghiên cứu về căn bệnh này.

## Tác động tới kinh tế

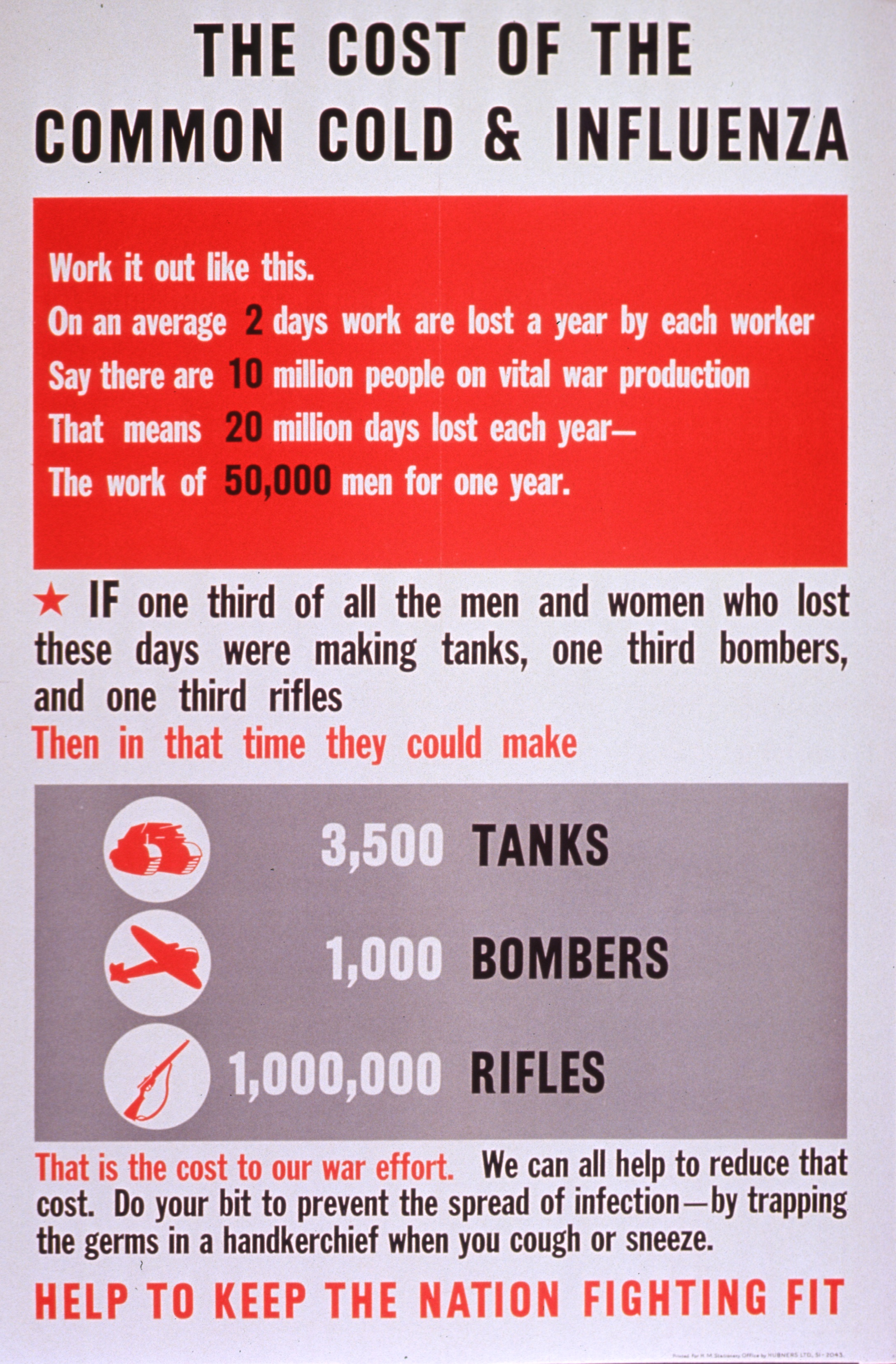
Một áp phích ở Anh từ thế chiến thứ II mô tả thiệt hại do cảm lạnh gây ra

Tác động tới kinh tế của cảm lạnh đã không được hiểu đúng trên toàn thế giới. Tại Hoa Kỳ, cảm lạnh dẫn tới 75-100 triệu lượt khám bệnh mỗi năm. Ước tính chi phí vào khoảng 7.7 tỉ USD/năm. Người Mỹ chi tiêu 2.9 tỉ USD cho tiền thuốc không cần toa bác sĩ và khoảng 400 triệu $ cho các loại thuốc khác mỗi năm để giảm triệu chứng bệnh. Khoảng 22-189 triệu ngày học bị mất hàng năm do cảm lạnh. Kết quả là các bậc phụ huynh bỏ lỡ 126 triệu ngày công lao động để ở nhà chăm sóc cho con cái. Đây là một hiệu ứng dây chuyền và tác động của nó tới kinh tế là không nhỏ.